# 국제방송교류재단
국제방송교류재단(國際放送交流財團, 영어: Korea International Broadcasting Foundation, KIBF)은 방송의 국제교류 협력사업을 통해 한국에 대한 국제사회의 올바른 이해와 국제적 우호친선의 증진을 도모하고, 방송영상물의 질적 향상을 위한 사업을 수행, 지원함으로써 방송․영상․광고산업의 진흥 및 문화예술의 선양에 이바지하기 위해 1996년 4월 10일부터 설립된 대한민국 문화체육관광부 산하 재단법인이다. 대한민국의 공공기관으로 지정되어 있다.

## 설립 목적
- 방송의 국제교류협력 사업을 통해 한국에 대한 국제사회의 올바른 이해와 국제적 우호 친선의 증진을 도모하는 한편, 방송영상물의 질적 향상을 위한 사업을 수행, 지원함으로써 방송-영상-광고 산업의 진흥 및 문화-예술의 선양에 이바지(정관 제2조)

## 설립 근거
- 공보처, 해외위성방송『코리아채널』추진(1996.2.12, 대통령 지시사항)
- 민법 제32조에 근거, 국제방송교류재단 설립(1996.4.10 공보처장관 승인)
- 해외홍보방송 운영주체로 지정(1998년 10월 22일 문화관광부 장관)

## 주요 사업
- 국가 이미지 제고 및 국제 사회의 이해 증진을 위한 해외 위성방송 사업
- 주한외국인의 한국이해증진 및 내국인의 세계화 의식 제고를 위한 방송사업
- 방송영상물의 국제경쟁력 제고를 위한 지원 사업
- 해외매체를 통한 우리 방송물의 방송 지원 사업
- 해외방송사와의 국제교류협력 사업
- 정부 및 공공기관 해외광고 대행사업 등 광고사업

## 기관 연혁
- 1996년 4월 10일: 국제방송교류재단 설립
- 1997년 2월 3일: 아리랑국제방송 국내방송 개국
- 1998년 10월 22일: 해외홍보방송 운영주체로 지정(문화관광부)
- 1999년 8월 12일: 아리랑국제방송 해외방송 개국(아시아/태평양 권역)
- 2000년 9월 26일: 아리랑국제방송 해외방송 개국(유럽, 북아프리카, 북남미 권역)
- 2000년 1월 10일: 통번역센터 설립
- 2001년 3월 2일: (주)아리랑국제방송 미디어 설립
- 2001년 10월 17일: 미국에코스타 Dish Network과 재전송 계약
- 2002년 3월 2일: 국내 위성방송(Sky Life)에 채널공급 개시
- 2003년 9월 1일: 아리랑 라디오 제주 영어 FM 개국
- 2004년 8월 1일: 아리랑국제방송 방송권역 전 세계로 확대
- 2004년 8월 20일: 아리랑국제방송 아랍어 위성방송 개시(아랍연합 22개국 및 그 주변국가)
- 2004년 12월 1일: 프랑스 TPS와 재전송 계약 체결
- 2005년 6월 27일: CI 변경
- 2005년 9월 1일: 위성 DMB 방송 사업 개국
- 2005년 12월 1일: 지상파 DMB 방송 개국
- 2006년 4월 1일: 서유럽권 대상 아스트라(Astra)위성과 재전송 계약 체결
- 2008년 3월 3일: 대한민국 방송사 최초 다언어 서비스 실시(7개 언어)
- 2009년 6월 1일: 미국 디지털 지상파 본방송 개시(LA 지역)
- 2009년 8월 12일: 미국 디지털 지상파 본방송 개시(뉴욕, 애틀란타 지역)
- 2009년 10월 1일: 대한민국 IPTV 방송 서비스 시작(myLGTV, QookTV)
- 2010년 1월 22일: 대한민국 IPTV 방송 서비스 확대(SK Broad&TV)
- 2011년 5월 3일: 아리랑국제방송 워싱턴 DC 디지털 지상파 방송 개시
- 2012년 8월 31일: 위성 DMB 방송 사업 종료
- 2012년 9월 19일: 아리랑국제방송 1억 수신가구 달성
- 2015년 7월 14일: UN채널(UN In-House Network) 개시
- 2016년 9월 27일: 국내 최초 영국 대표 위성방송 플랫폼(SKY, Freesat)HD방송 진입[1]
- 2023년 12월 31일: 지상파 DMB 방송 종료
- 2024년 3월 31일: 미국 디지털 위성라디오 'Sirius-XM' 채널 폐국
- 2024년 9월 9일: 부산영어방송 BeFM에 공급 및 송출 개시

## 역대 사장
- 1대 이찬용(1996~1997)
- 2대 황규환(1998~2001)
- 3대 김충일(2001~2003)
- 4대 구삼열(2003~2006)
- 5대 장명호(2006~2008)
- 6대 정국록(2008~2011)
- 7대 손지애(2011~2014)
- 8대 정성근(2014)
- 9대 방석호(2014~2016)
- 10대 문재완(2016~2017)
- 11대 이승열(2018~2021)
- 12대 주동원(2021~2023)
- 13대 김태정(2024~)

## 조직
| 조직 | 총원 | 총원 | 총원 |
| ---- | ---- | ---- | ---- |
| 본부 | 센터 | 팀   | 229  |
| 2    | 7    | 5    | 229  |

## 아리랑국제방송
1997년 2월 3일부터 주한 외국인 대상 대한민국 케이블TV로 개국한 Arirang TV는 1999년 8월 12일까지 아시아 태평양 권역을 대상으로 한국 최초의 해외위성방송을 개국하였다. 이후 2000년 1월 1일부터에는 미주, 유럽 및 아프리카를 포함한 전 세계 방송 네트워크를 완성하였다. 현재 현지 외국인 및 교포를 대상으로 한국의 정치, 경제, 사회, 문화 등 다양한 콘텐츠를 제공해 오고 있으며, 전 세계 105개국 약 1억 4000만 시청자들이 시청하고 있다.
방송의 국제교류협력 사업을 통해 한국에 대한 국제사회의 올바른 이해와 국제적 우호 친선의 증진을 도모하는 한편, 방송영상물의 질적 향상을 위한 사업을 수행, 지원함으로써 방송, 영상, 광고 산업의 진흥 및 문화예술의 선양에 이바지함을 목적으로 하고 있다.

## 아리랑 라디오
2003년 9월 1일부터 주한 외국인 대상 대한민국 최초의 영어 라디오방송으로 한국을 소개하기 위해 국제방송교류재단 설립한 공익 기관이다.
제주지역 FM, 스마트폰 애플리케이션(iPhone/iPad, Android), 홈페이지 On Air 서비스를 통해, 한국의 문화, 관광, 생활정보 등 실생활에 필요한 실용정보 및 뉴스를 제공한다. 이를 통해 외국인에게는 한국의 문화 및 예술의 우수성을 알리고 내국인에게는 국제화에 이바지함을 목적으로 하고 있다.

## 같이 보기
- 아리랑국제방송
- 아리랑 라디오